# فيليبي روكي
فيليبي روكي (بالبرتغالية: Felipe Roque‏) هو عارض برازيلي، ولد في 12 مايو 1987 في ريو دي جانيرو في البرازيل.

## وصلات خارجية
- فيليبي روكي على موقع IMDb (الإنجليزية)
- فيليبي روكي على موقع قاعدة بيانات الفيلم (الإنجليزية)